# Doraemon: Qui és Momotaro per a mi?
Doraemon: Boku, Momotarō no nan'na no sa (ドラえもん ぼく、桃太郎のなんなのさ, lit. "Doraemon - Qui és Momotarō per a mi?") és un migmetratge del 1981 dirigit per Takeyuki Kanda.
Es tracta del primer episodi especial de la sèrie i no forma part de la numeració oficial de pel·lícules de Doraemon. Va ser doblat al valencià i emés per À Punt com dos episodis de la sèrie regular.

## Trama
Nobita ha de fer recerca sobre la seua pròpia ciutat i descobreix la llegenda del xiquet pescador, Momotaro. Decidit a descobrir si el personatge existia realment, s'embarca en un viatge amb la màquina del temps, juntament amb Doraemon, Shizuka, Gegant i Suneo.

## Distribució
El migmetratge es va projectar per primera vegada als cinemes japonesos l'1 d'agost de 1981, juntament amb una altra pel·lícula d'animació, 21 emon: uchu i irasshai. El títol internacional del film és What Am I for Momotaro.